# Palladium-105
Palladium-105 of 105Pd is een stabiele isotoop van palladium, een overgangsmetaal. Het is een van de zes stabiele isotopen van het element, naast palladium-102, palladium-104, palladium-106, palladium-108 en germanium-110. De abundantie op Aarde bedraagt 22,33%. De isotoop zou in staat zijn tot spontane splijting.
Palladium-105 ontstaat onder meer bij het radioactief verval van rodium-105 en zilver-105.
90Pd · 91Pd · 92Pd · 93Pd · 93mPd · 94Pd · 94mPd · 95Pd · 95mPd · 96Pd · 96mPd · 97Pd · 98Pd · 99Pd · 100Pd · 101Pd · 102Pd · 103Pd · 103mPd · 104Pd · 105Pd · 106Pd · 107Pd · 107m1Pd · 107m2Pd · 108Pd · 109Pd · 109m1Pd · 109m2Pd · 110Pd · 111Pd · 111mPd · 112Pd · 113Pd · 113mPd · 114Pd · 115Pd · 115mPd · 116Pd · 117Pd · 117mPd · 118Pd · 119Pd · 120Pd · 121Pd · 122Pd · 123Pd · 124Pd · 125Pd · 126Pd · 126m1Pd · 126m2Pd · 127Pd · 128Pd · 128mPd · 129Pd